# Traditioner af Swenska Folk-Dansar
Traditioner af Swenska Folk-Dansar är en samling svenska folkmusikmelodier som gavs ut av Arvid August Afzelius och  Olof Åhlström i fyra häften åren 1814-1815. Musikarrangemangen är gjorda av Olof Åhlström. Många av noterna finns nu återutgivna under en fri licens på Mutopia Project.